# Buccinidae
Buccinidae là một họ ốc trong liên họ Buccinoidea.

## Các chi
Phân họ Buccininae
tribe Ancistrolepidini
- Ancistrolepis Dall, 1895

tribe Buccinini
- Buccinum Linnaeus, 1758
- Sulcosinus Dall, 1895

tribe Buccinulini
- Buccinulum Deshayes, 1830

tribe Colini
- Colus Röding, 1798

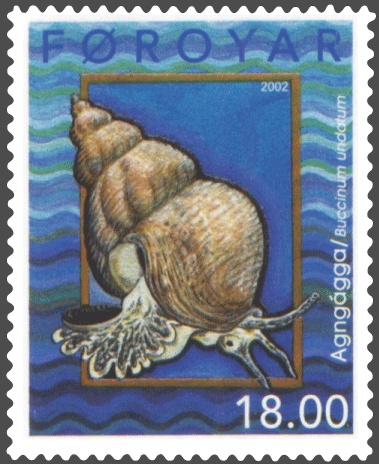
Buccinum undatum on a stamp from the Faroe Islands

- Neptunea Röding, 1798 - synonym: Chrysodomus Swainson, 1840
- Truncaria Adams & Reeve, 1850

tribe Cominellini
- Cominella Gray, 1850

tribe Liomesini
- Liomesus Stimpson, 1865

tribe Parancistrolepidini
- Parancistrolepis Azuma, 1965

tribe Prosiphonini
- Prosipho Thiele, 1912

tribe Volutopsiini
- Volutopsius Mörch, 1857

Phân họ Beringiinae
- Beringius Dall, 1887

Phân họ Busyconinae
tribe Busyconini
- Busycon Röding, 1798

tribe Busycotypini
- Busycotypus Wenz, 1943

Phân họ Donovaniinae
Phân họ Pisaniinae
- Dianthiphos Watters, 2009
- Pisania Bivona, 1832

Phân họ Siphonaliinae
- Siphonalia A. Adams, 1863

Phân họ ?
- Aeneator Finlay, 1927
- Afer Conrad, 1858
- Afrocominella Iredale, 1918
- Ameranna Landau & Vermeij, 2012
- Americominella Klappenbach & Ureta, 1972 - synonym: Echinosipho Kaiser 1977
- Anna Risso, 1826
- Anomacme Strebel, 1905
- Anomalosipho Dautzenberg & H. Fischer, 1912
- Antarctodomus A. Adams, 1863
- Antarctoneptunea Dell, 1972
- Antillophos Woodring, 1928
- Antistreptus Dall, 1902
- Atractodon Charlesworth, 1837
- Aulacofusus Dall, 1918
- Austrofusus Kobelt, 1879
- Bailya M. Smith, 1944
- Barbitonia Dall, 1916
- Bartschia Rehder, 1943
- Bathyancistrolepis Habe & Ito, 1968
- Bathybuccinum Golikov & Sirenko, 1989
- Bathydomus Thiele, 1912
- Bayerius Olsson, 1971
- Belomitra P.Fischer, 1882
- Beringion Habe & Ito, 1965
- † Boreokelletia Anderson, 1964
- Buccipagoda Ponder, 2010 - synonym: Kapala Ponder, 1982
- Burnupena Iredale, 1918
- Caducifer Dall, 1904
- Calagrassor Kantor, Puillandre, Fraussen, Fedosov & Bouchet, 2013
- Calliloncha Lus, 1978
- Cancellopollia Vermeij & Bouchet, 1998
- Cantharus Röding, 1798
- Cavineptunea Powell, 1951
- Chauvetia Monterosato, 1884
- Chickcharnea Petuch, 2002 - with the only species Chickcharnea fragilis Petuch, 2002[2]
- Chlanidota Martens, 1878
- Chlanidotella Thiele 1929
- Chlanificula Powell, 1958
- Clea A. Adams, 1855
- Clinopegma Grant & Gale, 1931
- Clivipollia Iredale, 1929
- Corneobuccinum Golikov & Gulbin, 1977
- Costaria Golikov, 1977
- Crassicantharus Ponder, 1972
- Crenatosipho Linse, 2002
- Drepanodontus Harasewych & Kantor, 2004
- Egotistica Marwick, 1934
- Engina Gray, 1839
- Enginella Monterosato, 1917
- Engoniophos Woodring, 1928
- Enigmatocolus Fraussen, 2008[3]
- Eosipho Thiele, 1929
- Euthrenopsis Powell, 1929
- Euthria M. E Gray, 1850
- Euthriostoma 	Marche-Marchard & Brebion, 1977
- Falsilatirus Emerson & Moffitt, 1988
- Falsimohnia Powell, 1951
- Falsitromina Dell, 1990
- Fascinus Hedley, 1903
- Fax Iredale, 1925
- Fusinella Thiele, 1917
- Fusipagoda Habe & Ito, 1965
- Gemophos Olsson & Harbison 1953
- Germonea Harasewych & Kantor, 2004
- Glaphyrina Finlay, 1927
- Glypteuthria Strebel, 1905
- Godfreyena Iredale, 1934
- † Golikovia Habe & Sato, 1972
- Habevolutopsius Kantor, 1983
- Harpofusus Habe & Ito, 1965[cần dẫn nguồn]
- Helicofusus Dall, 1916
- Hesperisternia Gardner, 1944
- Hindsia A. Adams, 1855
- Japelion Dall, 1916
- Japeuthria Iredale, 1918
- Jerrybuccinum Kantor & Pastorino, 2009
- Kanamarua Kuroda, 1951
- Kelletia Fischer, 1884
- Kryptos Dautzenberg & Fischer, 1896
- Latisipho Dall, 1916
- Limatofusus Vaught, 1989
- Lirabuccinum Vermeij, 1991
- Lusitromina Harasewych & Kantor, 2004
- Lussivolutopsius Kantor, 1983
- Manaria E. A. Smith, 1906
- Metaphos Olsson, 1964
- Meteuthria Thiele, 1912
- Metula H. & A. Adams, 1853
- Mohnia Friele in Kobelt, 1879
- Monostiolum Dall, 1904
- Muffinbuccinum Harasewych & Kantor, 2004
- Nassaria Dall, 1916
- Neancistrolepis Habe & Sato, 1972
- Neoberingius 	Habe & Ito, 1965
- Neobuccinum Smith, 1877
- Neoteron Pilsbry & Lowe, 1932
- Northia Gray, 1847
- Ornatoconcha Lus, 1987
- Ovulatibuccinum Golikov & Sirenko, 1989
- Parabuccinum Harasewych, Kantor & Linse, 2000
- Paracalliloncha Lus, 1987
- Paranotoficula Kantor & Harasewych, 2008
- Pararetifusus Kosuge, 1967
- Pareuthria Strebel, 1905
- Parficulina Powell, 1958
- Parviphos Sarasua, 1984
- Penion Fischer, 1884
- Phaenomenella Fraussen, 2006
- Phos Montfort, 1810
- Plicibuccinum Golikov & Gulbin, 1977
- Plicifusus Dall, 1902
- Pollia Gray, 1834
- Preangeria K. Martin, 1921
- Probuccinum Thiele, 1912
- Prodotia Dall, 1924
- Proneptunea Thiele, 1912
- Pseudoliomesus Habe & Sato, 1972
- Pseudoneptunea Kobelt, 1882
- Ptychosalpinx Gill, 1868
- Pusio Gray, 1833
- Pyrolofusus Friele, 1882
- Reticubuccinum Ito & Habe, 1980
- Retifusus Dall, 1916
- Retimohnia McLean, 1995
- Savatieria Rochebrune & Mabille, 1885
- Searlesia Harmer, 1914
- Serratifusus Darragh, 1969
- Siphonofusus Kuroda & Habe, 1952
- Solenosteira Dall, 1890
- Spikebuccinum Harasewych & Kantor, 2004
- Steye Faber, 2004
- Tacita Lus, 1971
- Tasmeuthria Iredale, 1925
- Thalassoplanes Dall, 1908
- Tomlinia Peile, 1937
  - Tomlinia rapulum
  - Tomlinia frausseni (ốc cà na)
- Trajana Gardner, 1948
- Troschelia Mörch, 1876
- Turrisipho Dautzenberg & Fischer, 1912
- Volutharpa Fischer, 1856

Genera brought into synonymy
- Acamptochetus Cossmann, 1901: synonym ofMetula H. Adams & A. Adams, 1853
- Adansonia Pallary, 1902: synonym of Chauvetia Monterosato, 1884
- Agassitula Olsson & Bayer, 1972: synonym of Metula H. Adams & A. Adams, 1853
- Anomalosipho: synonym of Anomalisipho Dautzenberg & H. Fischer, 1912
- Antemetula Rehder, 1943: synonym of Metula H. Adams & A. Adams, 1853
- Antimitra Iredale, 1917: synonym ofMetula H. Adams & A. Adams, 1853
- Bathyclionella Kobelt, 1905: synonym of Belomitra P. Fischer, 1883
- Benthindsia Iredale, 1936: synonym of Nassaria Link, 1807
- Boreofusus G.O. Sars, 1878: synonym of Troschelia Mörch, 1876
- Brevisiphonia Lus, 1973: synonym of Thalassoplanes Dall, 1908
- Buccinopsis Jeffreys, 1867: synonym of Liomesus Stimpson, 1865
- Chauvetiella F. Nordsieck, 1968: synonym of Chauvetia Monterosato, 1884
- Chrysodomus Swainson, 1840: synonym of Neptunea Röding, 1798
- Colicryptus Iredale, 1918: synonym of Turrisipho Dautzenberg & H. Fischer, 1912
- Colubrarina Kuroda & Habe in Kuroda, Habe & Oyama, 1971: synonym of Metula H. Adams & A. Adams, 1853
- Cryptomitra Dall, 1924: synonym of Belomitra P. Fischer, 1883
- Dellina Beu, 1970: synonym of Belomitra P. Fischer, 1883
- Donovania Bucquoy, Dautzenberg & Dollfus, 1883: synonym of Chauvetia Monterosato, 1884
- Donovaniella F. Nordsieck, 1968: synonym of Chauvetia Monterosato, 1884
- Echinosipho Kaiser, 1977: synonym of Americominella Klappenbach & Ureta, 1972
- Enzinopsis Iredale, 1940: synonym of Clivipollia Iredale, 1929
- Floritula Olsson & Bayer, 1972: synonym of Metula H. Adams & A. Adams, 1853
- Folineaea Monterosato, 1884: synonym of Chauvetia Monterosato, 1884
- Fulgur Montfort, 1810: synonym of Busycon Röding, 1798
- Jumala Friele, 1882: synonym of Beringius Dall, 1887
- Kapala Ponder, 1982: synonym of Buccipagoda Ponder, 2010
- Lachesis Risso, 1826: synonym of Chauvetia Monterosato, 1884
- Mada Jeffreys, 1867: synonym of Buccinum Linnaeus, 1758
- Madiella Wenz, 1943: synonym of Buccinum Linnaeus, 1758
- Mala Cossmann, 1901: synonym of Buccinum Linnaeus, 1758
- Minitula Olsson & Bayer, 1972: synonym of Metula H. Adams & A. Adams, 1853
- Morrisonella Bartsch, 1945: synonym of Belomitra P. Fischer, 1883
- Neptunia Locard, 1886: synonym of Neptunea Röding, 1798
- Nesaea Risso, 1826: synonym of Chauvetia Monterosato, 1884
- Parasipho Dautzenberg & H. Fischer, 1912: synonym of Plicifusus Dall, 1902
- Subfamily Photinae: synonym of Pisaniinae
- Pleurobela Monterosato in Locard, 1897: synonym of Belomitra P. Fischer, 1883
- Quasisipho Petrov, 1982: synonym of Plicifusus Dall, 1902
- Sipho Mörch, 1852: synonym of Colus Röding, 1798
- Siphonorbis Mörch, 1869: synonym of Colus Röding, 1798
- Strombella Gray, 1857: synonym of Volutopsius Mörch, 1857
- Strongylocera Mörch, 1852: synonym of Phos (Strongylocera) Mörch, 1852
- Syntagm] Iredale, 1918: synonym of Chauvetia Monterosato, 1884
- Tritonidea Swainson, 1840: synonym of Cantharus Röding, 1798
- Tritonium O.F. Müller, 1776: synonym of Buccinum Linnaeus, 1758
- Tritonofusus Beck, 1847: synonym of Colus Röding, 1798